# Восстание пуэбло
Восстание пуэбло 1680 года, также известное как Восстание Попе, — восстание ряда племён пуэбло против испанских колонизаторов в Северной Америке в провинции Санта-Фе-де-Нуэво-Мехико.

## Предыстория
В первую очередь из-за клеветы на них и запрещения их традиционной религии многие пуэбло таили скрытую враждебность по отношению к испанцам. Испанцы также нарушили традиционную экономику пуэбло: люди были вынуждены трудиться на энкомьендах колонистов. Некоторые пуэбло, возможно, также были вынуждены трудиться в шахтах Чиуауа. Тем не менее испанцы принесли с собой новые земледельческие орудия и предоставили пуэбло некоторую защиту от нападений апачей и навахо. В результате пуэбло жили в относительном мире с испанцами со дня основания ими колонии Северное Нуэво-Мехико в 1598 году.
В 1670-е годы регион охватила засуха, что вызвало голод среди пуэбло и увеличило число нападений со стороны соседних кочевых племён — атак, против которых испанские солдаты были не в состоянии защищаться. В то же время занесённые европейцами заболевания буквально косили туземцев, в значительной степени уменьшая их численность. Неудовлетворённые защитой, обеспечиваемой испанской короной, и разочаровавшиеся в римско-католической религии, которую те принесли с собой, люди обратились к своим старым верованиям. Это вызвало волну репрессий со стороны францисканских миссионеров. Если раньше церковь и испанские чиновники имели тенденцию игнорировать случайные проявления старых верований до тех пор, пока пуэбло участвуют в мессах и поддерживают публичную лояльность католицизму, то теперь фрай Алонсо де Посада (в Нью-Мексико в 1656—1665) запретил любые проявления язычества, включая народные танцы и поклонение куклам качина, грозя за это самыми суровыми наказаниями. Несколько испанских чиновников, таких как Николас де Агилар, которые пытались обуздать власть францисканцев, были обвинены в ереси и отданы под суд инквизиции.
В 1675 году губернатор Хуан Франсиско Тревиньо приказал арестовать сорок семь знахарей пуэбло и обвинил их в практике колдовства. Четыре знахаря были приговорены к смертной казни через повешение; три из этих казней были осуществлены, а четвёртый заключённый покончил жизнь самоубийством. Остальные люди были публично избиты и приговорены к тюремному заключению. Когда эта весть дошла до вождей пуэбло, они приехали в Санта-Фе, где содержались заключённые. Поскольку значительное число испанских солдат были далеко, сражаясь с апачами, губернатор Тревиньо выпустил заключённых. Среди освобождённых был Сан-Хуан (из пуэбло Оке-Овинге), известный среди индейцев под именем Попе (произносится Po’Pay).

## Восстание
После своего освобождения Попе, наряду с рядом других лидеров пуэбло, спланировал и организовал восстания пуэбло. Он подготавливал восстание к началу из Таоса, Нью-Мексико. Попе направил ко всем пуэбло гонцов с верёвками с завязанными на них узлами; узлы означали количество дней, оставшихся до назначенного дня восстания. Каждое утро вожди пуэбло развязывали один узел, и когда последний узел был бы развязан, то это стало бы сигналом для них, чтобы сообща восстать против испанцев.
Днём для атаки было назначено 11 августа 1680 года, но испанцы узнали о восстании после захвата ими двух юношей из тесуке-пуэбло, которым было поручено доставить сообщение для  одной из групп пуэбло. Попе затем приказал начать исполнение заговора 10 августа - прежде чем восстание могло бы быть подавлено.
Нападение было начато группами пуэбло таос, пикурис и тева. Они убили 21 из 40 францисканцев в провинции и ещё 380 испанцев, в том числе мужчин, женщин и детей. Испанские поселенцы бежали в Санта-Фе, единственный испанский город в колонии, и к ислета-пуэбло - одной из немногих групп пуэбло, которая не участвовала в восстании.
Тем временем повстанцы Попе осадили Санта-Фе, окружили город и перерезали систему его водоснабжения. Губернатор Нуэво-Мехико Антонио де Отермин, забаррикадировавшись в губернаторском дворце, призвал к всеобщему отступлению. 21 августа 3000 оставшихся испанских поселенцев покинули столицу и направились к Эль-Пасо-дель-Норте. Индейцы пуэбло получили лошадей испанцев, сделав тем самым возможным дальнейшее распространение лошадей среди равнинных индейских племён. Считая себя единственными выжившими, беженцы в ислета ушли к Эль-Пасо-дель-Норте 15 сентября.

## Мир Попе
Отступление испанцев оставило Нуэво-Мехико в руках сил пуэбло. Попе стал загадочной фигурой в истории юго-запада, потому как есть много рассказов о том, что произошло с ним после восстания. Одни истории говорят о том, что он приказал пуэбло под страхом смертной казни сжечь или уничтожить кресты и другие религиозные образы, а также любые другие следы римско-католической религии и испанской культуры, в том числе испанский скот и фруктовые деревья. Он якобы также запретил посевы пшеницы и ячменя. Попе якобы зашёл настолько далеко, что приказал тем индейцам, которые были женаты в соответствии с обрядами католической церкви, изгнать своих жён и жениться на других после обряда, исполненного по старой местной традиции. Другая история рассказывает, что он ушёл после восстания в Таос, где прожил остаток своих дней инкогнито, чтобы избежать преследований со стороны вернувшихся испанцев и гнева тех пуэбло, которые не поддерживали его во время бунта. Ещё одна история говорит, что он просто исчез. Одним словом, никто в действительности не знает, что случилось с Попе, но его влияние на культуру коренного населения штата Нью-Мексико ощущалось на протяжении всех последующих столетий и ощущается до сих пор.
После успеха восстания разнообразные племена пуэбло, разделённые сотнями миль и говорящие на восьми разных языках, вступили между собой в распри по поводу того, кто займёт Санта-Фе и будет править страной. Эта борьба за власть в сочетании с набегами кочевых племён, испанскими рейдами (в том числе разрушением Зии, когда было убито 600 индейцев) и семилетней засухой ослабила решимость пуэбло и подготовила почву для нового испанского завоевания.

## Бескровное отвоевание
В июле 1692 года Диего де Варгас возвратился в Санта-Фе с вернувшим Зию капитаном Бартоломе де Охеда. Варгас, имея только силы в шесть солдат, семь пушек (которые он использовал в качестве основного средства давления на пуэбло в Санта-Фе) и одного францисканского священника, вошёл в город до рассвета и позвал индейцев, обещая им помилование и защиту, если они присягнут на верность королю Испании и вернутся к христианской вере. Индейские вожди собрались в Санта-Фе, встретились с Варгасом и Охедой и согласились на мир. 14 сентября 1692 года Варгас объявил о формальном возврате колонии под власть Испании. Это был тринадцатый город, который он отвоевал для Бога и Короля в этой манере, как писал он радостно Конде де Гальве, вице-королю Новой Испании.
Хотя соглашение о мире 1692 было достигнуто бескровно, в последующие годы Варгас придерживался более строгого контроля над ведущими себя всё более вызывающе пуэбло. Во время отсутствия Варгаса в Санта-Фе в 1693 году пуэбло снова захватили город. Варгас и его войска вернули город под свой контроль быстро, но весьма кровавым путём, казнив 70 восставших пуэбло и приговорив 400 из них к рабству на десять лет. В 1696 году 14  индейцев пуэбло предприняли попытку организовать второе восстание, начав с убийства 5 миссионеров и 34 поселенцев, применяя оружие, которое испанцы сами продавали индейцам на протяжении многих лет; возмездие Варгаса было немилосердным, тщательным и длительным. К концу века последние сопротивляющиеся пуэбло были рассеяны, и испанское завоевание территории было практически завершено.
Хотя их независимость от испанцев была недолгой, восстание пуэбло предоставило индейцам пуэбло гарантию свободы от будущих возможных испанских действий по искоренению их культуры и религии. Более того, испанцы назначили государственных адвокатов для защиты прав индейцев и представления их судебных дел в испанских судах.